# Usedlost čp. 12 (Řepčice)
Usedlost v Řepčicích čp. 12 je venkovský dům v Řepčicích, části obce Třebušín v okrese Litoměřice v Ústeckém kraji. V roce 1964 byla usedlost zapsána do státního seznamu kulturních památek. Poloroubený dům se skladovacími komorami v podstřeší lze datovat do poslední třetiny 18. století.

## Popis objektu
Stavba byla součástí uzavřeného areálu selské usedlosti s třístranným dvorem, který tvořila hospodářská usedlost, stodola a ubytovna pro nádeníky. Dnes k pozemku přiléhá už jen stodola, zeď s velkými vraty však byly zachovány.

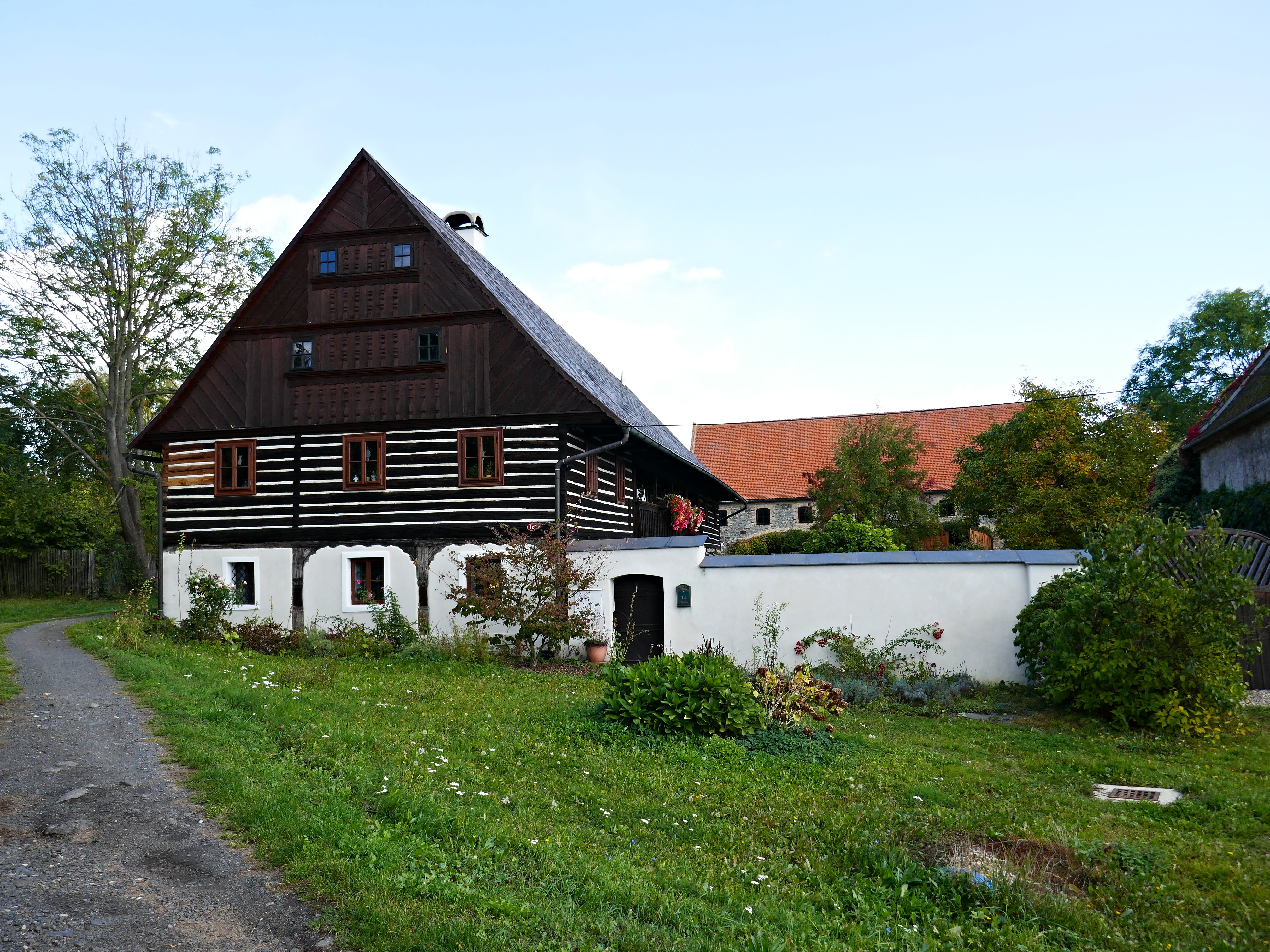
Pohled z návsi

Objekt je štítově orientován na náves vesnice. Jedná se o dvojpodlažní stavbu s roubeným patrem, zapuštěnou pavlačí, podstávkou, sedlovou střechou a lomenicí. Přízemí je většinou zděné a omítané, avšak na severní a východní straně je použit neomítaný kámen. Patro je roubené a nesené na západní a jižní straně podstávkami. Podstávky mají přístěnné rámy, sloupky, ližinu a pásek, nahoře jsou zdobeny vlysem. Jsou typickým znakem pro severočeské venkovské stavby a nesou váhu horního roubeného patra. Dům má sedlovou střechu pokrytou taškami. Na západním štítu je bohatě řezaná a skládaná lomenice, dělená po šířce, což vychází z konstrukce krovu. Západní štítové průčelí má v přízemí a prvním patře tři okenní osy. Jelikož je západní průčelí otočeno na náves, jsou zde nejdůležitější místnosti domu, tedy obytná světnice a nahoře dvě světnice určené pro spánek. Východní průčelí je jen dvouosé s přízemím zděným kamenem bez omítnutí. Jižní průčelí je sedmiosé a nachází se ve dvoře. První dvě osy oken jsou okna světnic, ve třetí ose je hlavní vstup do domu, ve čtvrté je vstup do chléva a v poslední ose přízemí je vstup do sklepa. V patře jsou v prvních dvou osách také okna ze světnice. Poslední dvě osy prvního patra tvoří okna do této místnosti. Na severní straně je v přízemí pouze jedno velké okno ze světnice a další malá okna z kuchyně (koupelny) a z chléva. V patře se nachází jen jedno okno.

## Půdorys
Dům má charakteristický půdorys pro lidové stavby. Má obdélný trojdílný půdorys. Dříve byl půdorys dělen dvoutraktově, nyní je ve druhém traktu zachována jen černá kuchyně. Orientace půdorysu je levá, bývala ve složení světnice a světnička, síň a kuchyně, komora a chlév. V patře je rozdělení místností podobné, z dolní síně vedou schody do síně horní, nad světnicemi jsou další světnice, určené na spaní. Naproti nim mohly být komory, hospodářské místnosti nebo ubytování pro nádeníky. Ze síně se lze přes pavlač dostat k dalším komorám nebo hospodářským místnostem. V černé kuchyni jsou zachované klenby a zvenčí stavby je vidět klenutý oblouk, který naznačuje, že tu dříve byla pec.

## Lomenice

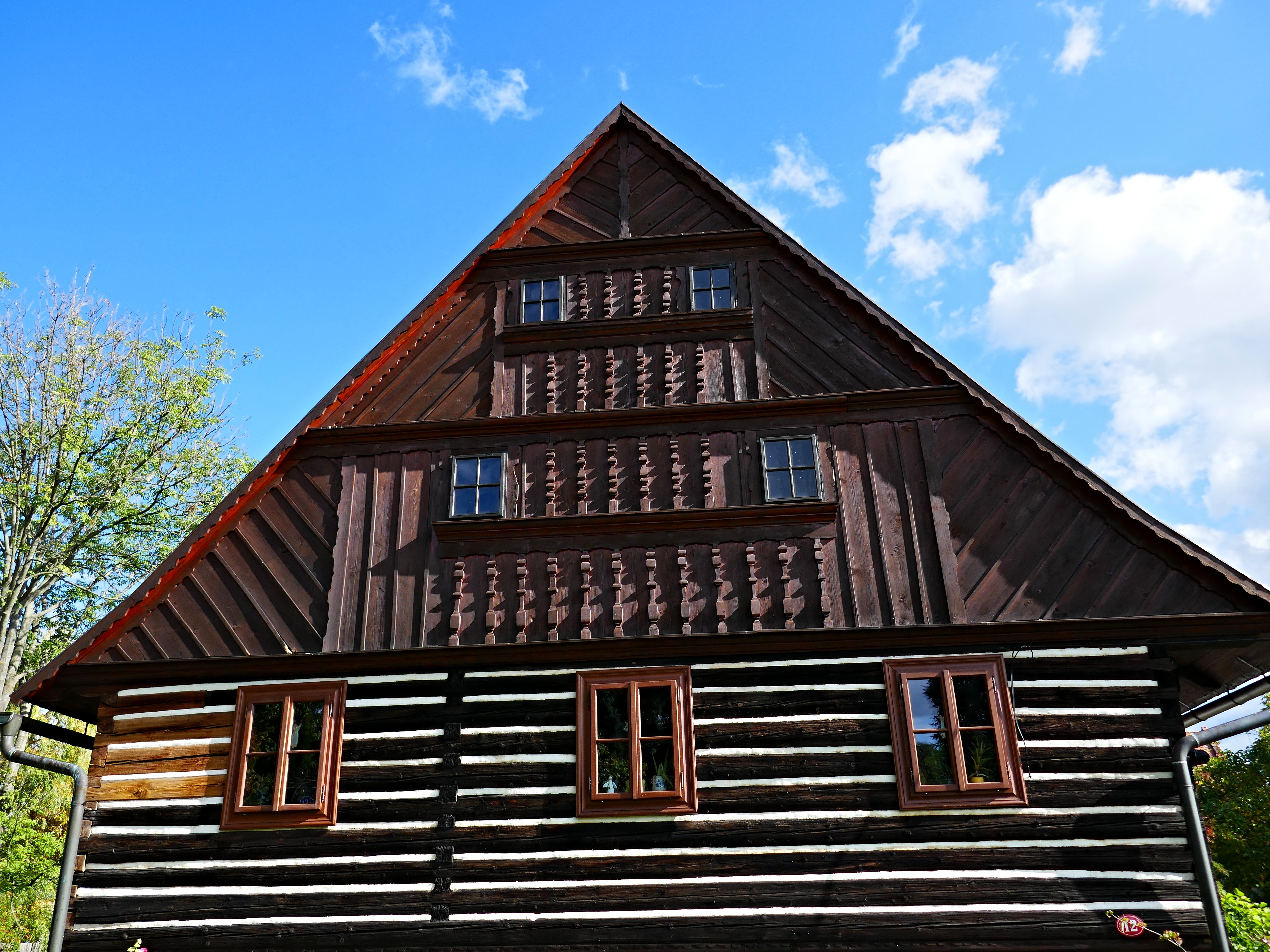
Západní lomenice

Lomenice na západní straně má tři části. Ve spodní části je rozdělená do pěti oddílů, ve středu je svislá vyřezávaná balustráda, kterou z každé strany obklopuje bednění svislé, v rozích lomenice je bednění šikmé do středu. V prostřední části je balustráda a postranní bednění šikmé od středu. Ve vrcholu je jen šikmé bednění rozděleno do středu. Ve dvou dolních patrech štítu jsou dvě okna dělená do čtyř okenních tabulek, které se neotvírají a slouží jen pro osvětlení půdy. Po stranách střechy je okřídlí s vlysem. Pod lomenicí je ještě úzká podlomenice neboli obháňka.

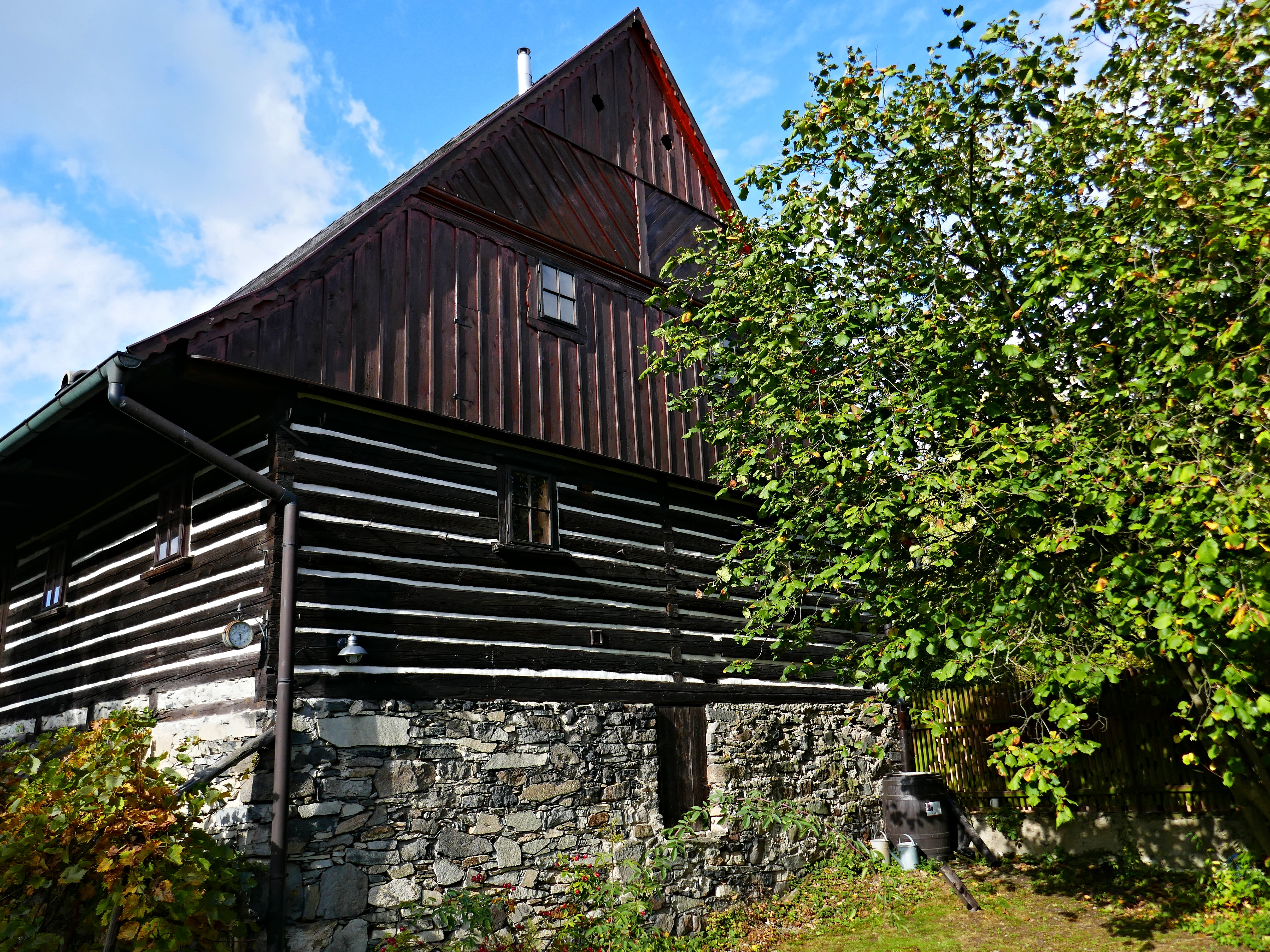
Východní lomenice

Lomenice na východní straně je podstatně méně zdobena, jelikož nesměřovala na náves. Ve spodní části šítu a v jeho vrcholu je bednění svislé, prostřední část je šikmo bedněna a jsou tu dvě okna se čtyřmi okenními tabulkami, která se neotvírají. Ve vrchní části jsou dva větrací otvory sloužící k odvětrávání půdy.

## Pavlač
Na jižní straně je v patře vedena pavlač, která je zapuštěná, tudíž nepřesahuje linii stěn domu. Pavlač začíná za světnicí a vstupuje se na ní ze síně. Tvoří komunikaci mezi horní síní a komorami. Její další funkce mohla být například na sušení plodin. Pavlač je zdobená, má řezané sloupky s vlysem a na její vnější straně jsou vyřezávané balustrády. Pavlač končí dveřmi do místnosti, která dříve sloužila hospodářským účelům.

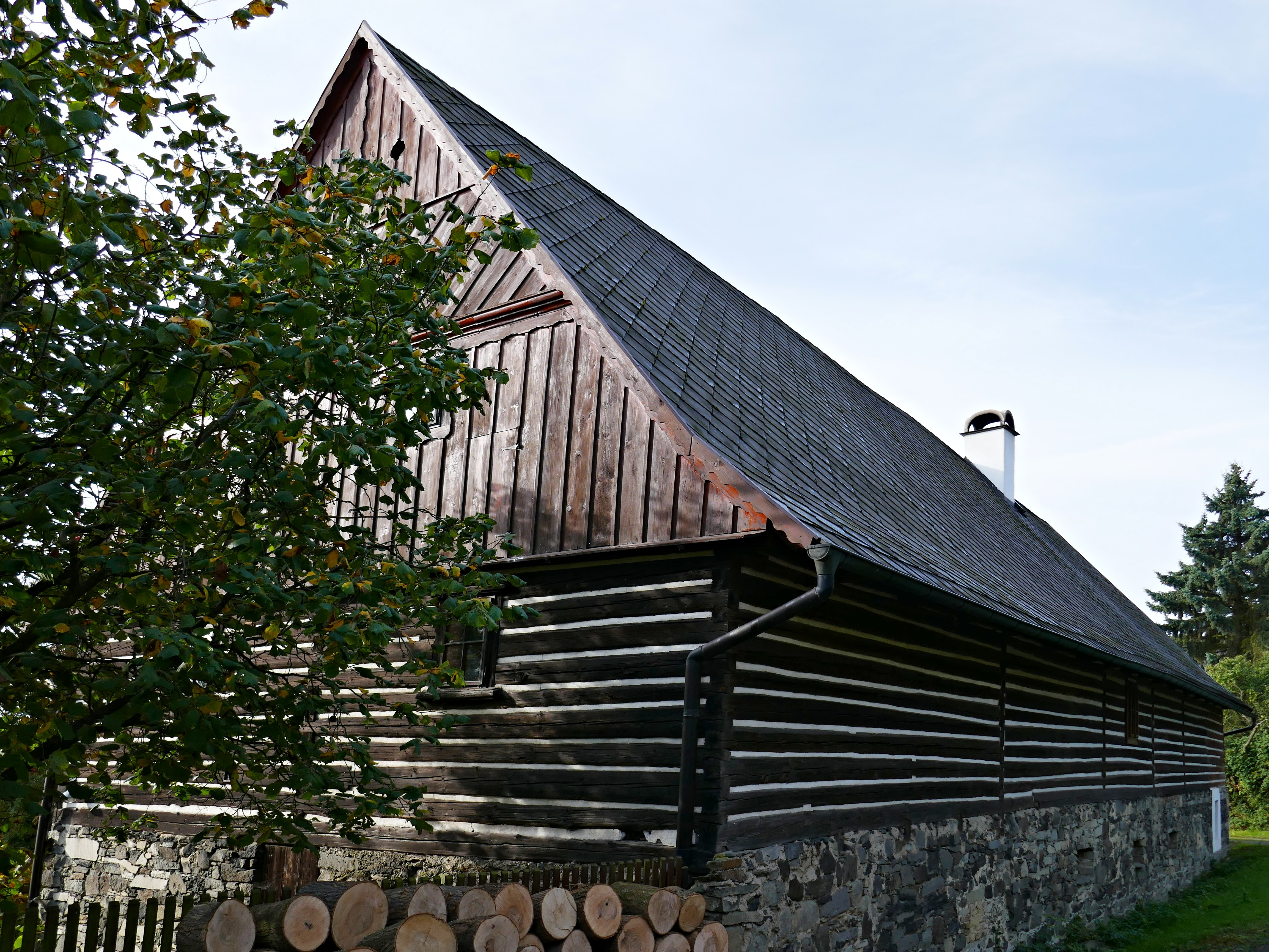
Východní štít

## Krov
Stavba má sedlovou střechu, kterou vynáší hambalkový krov s šikmými stolicemi s vaznicemi pětibokého profilu v plných vazbách. Na hambalku jsou položena prkna, která tvoří další podlaží. To mohlo sloužit pro skladování. Rozdělení půdy je patrno i zvenčí na lomenici. Na západní straně střechy je zděný komín.